# Clariídeos

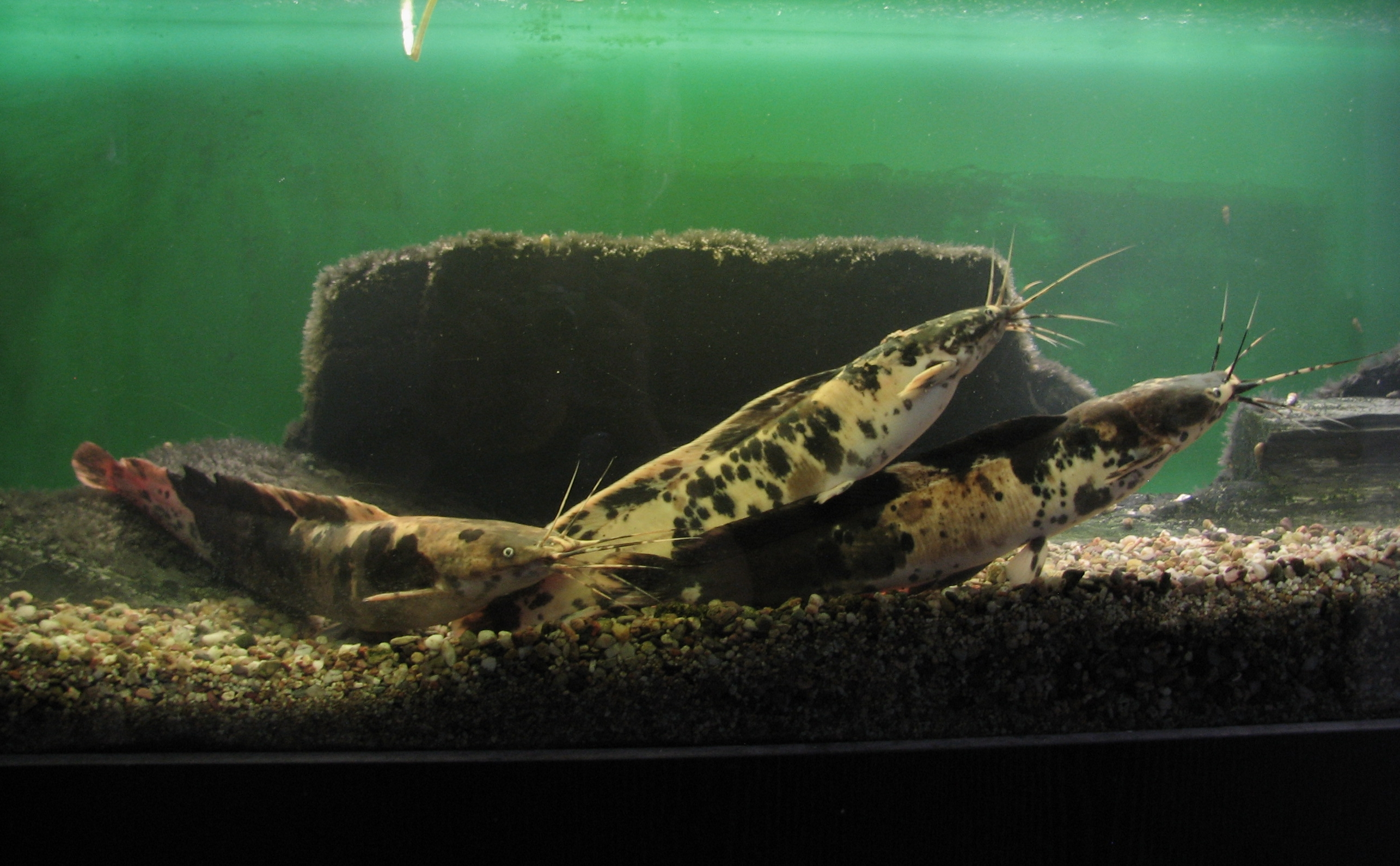
Clarias batrachus no Brno Zoo

Clariídeos (Clariidae) é uma família de peixes actinopterígeos de água doce da ordem dos Siluriformes, que agrupa 14 géneros e cerca de 116 espécies, com centro de diversidade nos lagos das regiões tropicais de África. Os membros desta família são capazes de respirar o ar atmosférico.

## Descrição
Os peixes da família Clariidae são caracterizados por corpo alongado com a presença de quatro pares de barbilhos longos em torno da boca. A barbatana dorsal, que se estende sobre grande parte do comprimento do corpo, é desprovida de espinhos e apresenta mais de 30 raios brandos. Esta barbatana em algumas espécies está separada da barbatana caudal, embora noutras esteja unida a ela formando uma barbatana caudal arredondada. Contudo, a principal característica diferenciadora, que constitui uma autapomorfia deste grupo, é a presença de um órgão suprabranquial, o órgão labirinto, formado por estruturas arborescente que se desenvolvem a partir do segundo e quarto arcos branquais. A presença deste órgão, característica que esta família partilha com os Callichthyidae e Loricariidae, permite trocas gasosas com o ar atmosférico, ou seja que estes peixes possam respirar fora de água.
A necessidade de permitir a respiração atmosférica leva a que nestas espécies as brânquias apresentem uma abertura ampla, expondo ao ar o órgão labirinto. Graças à respiração aérea, algumas espécies são capazes de viajar curtas distâncias em terra.
A base da barbatana dorsal é muito longa e não é precedida da típica espinha da barbatana. Esta barbatana pode ou não ser fundida com a barbatana caudal, a qual é arredondada. As barbatanas peitorais e pélvicas estão ausentes em algumas espécies. Alguns peixes têm olhos pequenos e nadadeiras peitorais e pélvicas reduzidas ou ausentes, adaptaçõs a um modo de vida como escavador da vasa do fundo dos lagos e rios. Algumas espécies são cegas.
Dentro da família Clariidae, as formas do corpo variam de fusiformes a anguiliformes. À medida que as espécies se tornam mais anguiliformes, ou seja mais semelhantes à forma de uma enguia, observa-se todo um conjunto de mudanças morfológicas, entre as quais a diminuição e perda da barbatana adiposa, barbatanas não pareadas contínuas, redução das barbatanas emparelhadas, redução dos olhos, redução dos ossos do crânio e a presença de músculos hipertrofiados na mandíbula.

## Taxonomia e distribuição
Os Heteropneustidae pertencentes ao género Heteropneustes são considerados por alguns taxonomistas como sendo uma família separada, ou pelo menos uma subfamília. Com os Heteropneustidae e Clariidae como famílias separdas, uma publicação recente agrupa estes táxons numa superfamília a que dão a designação de Clarioidea. A relação entre este agrupamento taxonómico e as restantes famílias permanece incerta filogeneticamente próximas.
A família apresenta distribuição natural nos rios e lagos de África, em cuja região tropical tem o seu centro de diversidade, estendo-se pelo Médio Oriente, através da Síria e sul da Turquia até à Índia e ao Sueste Asiático, às Filipinas e à ilha de Java.
Várias espécies de clariídeos são alvo de pescaria artesanal nos lagos das regiões tropicais, especialmente em África. A espécie Clarias gariepinus é considerada como um dos peixes mais promissores para aquacultura em África.
A capacidade destes peixes de respirar o ar atmosférico permitiu que algumas espécies, entre as quais Clarias batrachus, se tornassem espécies invasoras na Flórida.